# John Harding
Allan Francis John Harding, 1st Baron Harding of Petherton (South Petherton (Somerset), 10 februari 1896 – Nether Compton (Dorset), 20 januari 1989) was een Brits legerofficier en van 1955 tot 1957 gouverneur van Cyprus.

## Voor de Tweede Wereldoorlog
Harding studeerde aan de Ilminster Grammar School en King's College London. Harding stopte met zijn studie in 1914 om bij het leger te gaan. Tijdens de Eerste Wereldoorlog werd hij opgeroepen voor het reguliere leger om te dienen als luitenant in de Prince Albert's (Somerset Light Infantry). Hij vocht mee in het Midden-Oosten.  In het interbellum bekleedde Harding diverse functies. 

## Tweede Wereldoorlog
Tijdens de Tweede Wereldoorlog vocht Harding mee in Noord-Afrika en Italië. Op 14 december 1940 werd hij benoemd tot brigadier General Staff bij Richard O'Connor van de Western Desert Force. Hij was betrokken bij Operatie Compass. Hij bekleedde daarna de posten van brigadier General Staff bij het 13e Legerkorps (januari tot 16 februari 1941), HQ Cyrenaica Command (februari tot 14 april 1941) en weer bij het 13e Legerkorps van september 1941 tot januari 1942. 
Op 14 september 1942 werd Harding benoemd tot bevelhebber van de 7e Pantserdivisie en vocht mee tijdens de Tweede Slag bij El Alamein. Op 19 januari 1943 raakte Harding in de buurt van de Libische hoofdstad Tripoli gewond en keerde terug naar Groot-Brittannië om daar van zijn verwondingen te herstellen. Na zijn herstel werd Harding benoemd tot General Officer Commanding van het 8e Legerkorps waarbij hij zich voorbereidde op de invasie van Noordwest-Europa.  Hij bleef maar een maand in die functie. 
Harding was van 1 januari 1944 tot maart 1945 chef-staf bij het hoofdkwartier van generaal Harold Alexander in Italië. Hij volgde in maart 1945 Sidney Kirkman op als bevelhebber van het 13e Legerkorps. Nadat het 13e Legerkorps de Duitsers rond Bologna te hebben geëlimineerd staken ze in de nacht van 24 op 25 april 1945 de rivier de Po bij Ferrara over. In de nacht van 26 op 27 april staken ze de rivier de Adige over en bezetten op 27 april Padua. Daarna rukte het 13e Legerkorps op richting Triëst.  
In 1946 volgde hij generaal Harold Alexander op als commandant van de Britse troepen in het Middellands Zeegebied; in juli 1947 werd hij General Officer Commanding-in-Chief van de Southern Command en in juli 1948 werd hij benoemd tot opperbevelhebber van de Far East Land Forces. In 1951 werd Harding benoemd tot opperbevelhebber van de British Army of the Rhine. Van 1952 tot 1955 was Harding Chief of the Imperial General Staff. In 1953 werd hij bevorderd tot veldmaarschalk. 

## Cyprus
Op 3 oktober 1955 werd Harding benoemd tot de post van gouverneur van Cyprus. Als gouverneur van Cyprus probeerde hij de relaties met Groot-Brittannië te herstellen door onderhandelingen te voeren met zowel de gemeenschappen van Griek-Cyprioten en de Turk-Cyprioten op het eiland. Terwijl de Britse regering onderhandelde met de Griekse en Turkse regeringen. Harding nam harde maatregelen om de veiligheidssituatie op Cyprus te verbeteren, nadat de EOKA op 1 april 1955 de wapens opnam tegen Groot-Brittannië. Om dat te beëindigen nam Harding een aantal ongekende maatregelen zoals uitgaansverboden, sluiting van scholen, de opening van concentratiekampen, het vasthouden van verdachten zonder proces en de oplegging van de doodstraf voor feiten zoals het dragen van wapens, ontstekingswapens of enig materiaal dat voor het maken van bommen kan worden gebruikt.  Een aantal van deze executies (zoals Michalis Karaolis) die vaak plaatsvonden onder controversiële omstandigheden, leidde tot verontwaardiging in Cyprus, Groot-Brittannië en andere landen. 
Harding probeerde ook via onderhandelingen de crisis op Cyprus te beëindigen. Echter de onderhandelingen met aartsbisschop Makarios III liepen op niets uit en hierdoor werd Makarios verbannen naar de Britse kolonie Seychellen. Op 21 maart 1956 mislukte een aanslag van de EOKA op het leven van Harding doordat de tijdbom onder zijn bed faalde. 
Door de groeiende kritiek in Groot-Brittannië op de methodes van Harding en door gebrek aan effectiviteit trad Sir John Harding op 22 oktober 1957 af als gouverneur van Cyprus. Hij werd vervangen door 
Hugh Foot.

## Pensioen
Na zijn terugkeer in Groot-Brittannië werd Harding in 1958 onderscheiden met een peerage: Baron Harding of Petherton. Hij werd ook de eerste voorzitter van de Horse Race Betting Levy Board. Hij stierf uiteindelijk op 20 januari 1989 in Nether Compton in Dorset. 

## Militaire loopbaan
- Second Lieutenant: 15 mei 1914
- Lieutenant: 22 maart 1917
- Captain: 11 oktober 1923
- Major: 1 juli 1935
- Lieutenant-Colonel: 1 januari 1938[2]
- Colonel: 9 augustus 1941
- Major-General: 13 juli 1944 (met anciënniteit 26 april 1944)[3]
- Lieutenant-General: 19 augustus 1946 (met anciënniteit 1 januari 1945)[4]
- General: 9 december 1949[5]
- Field Marshal: 21 juli 1953[6] (uitdiensttreding 29 september 1955)[7]

## Decoraties
- Orde van het Bad
  - Ridder Grootkruis op 7 juni 1951[8]
  - Ridder Commandeur op 16 juni 1944[9]
- Commandeur in de Orde van het Britse Rijk op 8 juli 1941[10]
- DSO op 30 december 1941[11]
  - Gesp op 24 februari 1942[12]
  - Gesp op 28 januari 1943[13]
- Military Cross op 7 februari 1918[14]
- Commandeur in het Legioen van Verdienste op 14 mei 1948[4]
- War Medal 1939-1945
- Afrika Ster
- Overwinningsmedaille
- Britse Oorlogsmedaille
- 1914-15 Ster
- Italië Ster
- Ridder in de Hospitaalorde van Sint-Jan (balije Brandenburg)
- Eervolle vermelding
  - 20 juni 1941[15]
  - 15 februari 1942[16]
  - 24 juni 1943[17]